# Jefta van Dinther

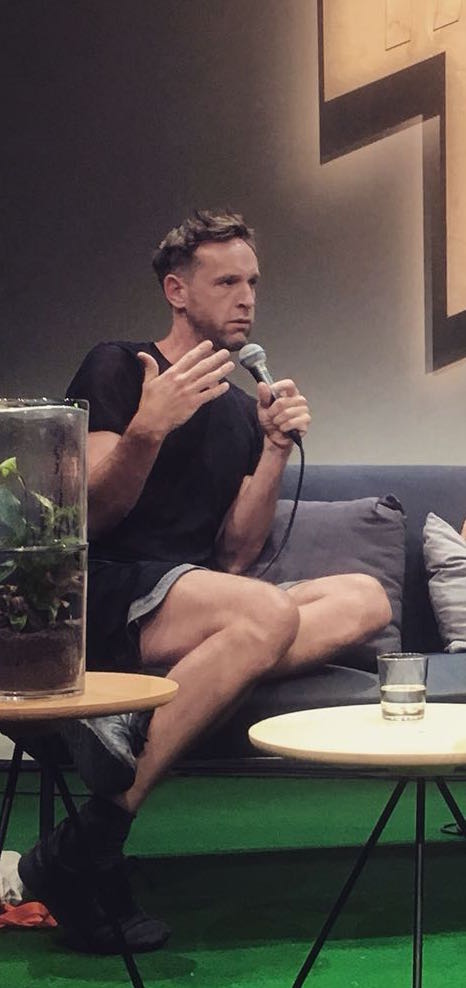
Jefta van Dinther beim Tanz im August (2017)

Jefta van Dinther (* 4. März 1980 in Utrecht) ist ein niederländisch-schwedischer Choreograf und Tänzer. Heute lebt und arbeitet van Dinther in Berlin und Stockholm.

## Leben und Leistungen
Van Dinther wuchs in den Niederlanden und in Schweden auf. Von 1999 bis 2003 besuchte er die Kunsthochschule Amsterdam University of the Arts, wo er Modern und Contemporary Dance studierte. Im Anschluss arbeitete er als Tänzer mit verschiedenen Choreografen zusammen, darunter Mette Ingvartsen, Xavier Le Roy und Ivana Müller. Seit 2008 kreiert er als Choreograf seine eigenen Stücke.
Van Dinthers Stücke sind regelmäßig im Programm internationaler Spielstätten und Festivals zu sehen, so etwa in Berlin an der Volksbühne, an der Komischen Oper, im HAU Hebbel am Ufer und beim Tanz im August, im Londoner Theater Sadler’s Wells, im Amsterdamer Stadttheater, im Centre Georges-Pompidou und im Théâtre national de Chaillot in Paris, beim Wiener Tanz- und Performancefestival ImPulsTanz und im Tanzquartier Wien.
Neben der Produktion eigener Stücke lehrt van Dinther an verschiedenen Orten Choreografie, unter anderem an der Tanzhochschule Stockholm. Dort war er von 2012 bis 2014 Dozent und Künstlerischer Leiter des Masterstudiengangs Choreography.
Viele Stücke entstehen in Kooperation mit der Lichtdesignerin Minna Tiikkainen und dem Sounddesigner David Kiers, mit denen van Dinther bereits seit vielen Jahren zusammenarbeitet. Überwiegend produziert van Dinther eigene Werke, wird aber auch für Stücke beauftragt, beispielsweise vom schwedischen Cullberg Ballet (2013 Plateau Effect und 2016 Protagonist). Für das Staatsballett Berlin adaptierte van Dinther sein 2013 entstandenes Stück Plateau Effect, das seit der Spielzeit 2019/20 in der Komischen Oper zu sehen ist. Für die Spielzeiten 2019/20 bis 2021/22 ist van Dinther assoziierter Künstler bei der Tanzkompanie Cullberg.

## Werke (Auswahl)
- 2008: It's in the Air, Zusammenarbeit mit Mette Ingvartsen[9]
- 2009: The Way Things Go
- 2010: Kneeding[10]
- 2011: The Blanket Dance, Zusammenarbeit mit den Choreografen Frederic Gies und DD Dorvillier[11]
- 2011: Grind, Zusammenarbeit mit Lichtdesignerin Minna Tiikkainen und Sounddesigner David Kiers[12]
- 2012: This is Concrete, Zusammenarbeit mit dem Choreografen Thiago Granato[13]
- 2013: Plateau Effect (für das schwedische Cullberg Ballet)[14]
- 2014: As It Empties Out[15]
- 2015: Monument, Choreografie für das Musikvideo von Röyksopp & Robyn[16]
- 2016: Protagonist (für das schwedische Cullberg Ballet)[17]
- 2017: Dark Field Analysis[18]
- 2019: The Quiet[19]
- 2019: Plateau Effect für das Staatsballett Berlin[20][21]
- 2022: On Earth I'm Done: Mountains
- 2022: Unearth
- 2022: On Earth I'm Done: Islands
- 2024: Remachine

## Auszeichnungen (Auswahl)
- 2012: Birgit Cullberg Grant[22]
- 2012: The Wild Card und Preis der Jugendjury beim Theaterfestival Favoriten, Dortmund
- 2013: Swedish Theater Critics Dance Prize für Plateau Effect